# Akuma (demone)
Akuma (悪魔?, "spirito maligno") è un termine giapponese usato per riferirsi ai demoni e agli spiriti maligni, provenienti principalmente dall'estero, distinguendoli così dagli oni e dagli altri yōkai del folclore giapponese.

## Mitologia
I primi utilizzi della parola akuma si trovano principalmente nei testi buddisti, ma appare anche in opere letterarie, in particolare quelle scritte durante il periodo Heian (794–1185 d.C.). Successivamente, in seguito all'introduzione del cristianesimo in Giappone, akuma divenne il modo consueto di tradurre la parola inglese Satana. 
Nel libro Hateyuji di Habián, gli esempi di traduzione dei demoni dal cristianesimo da parte dei missionari cristiani vengono tradotti in giapponese attraverso l'uso di neologismi come "Djabo" (音訳?, dal portoghese Diabo), "akuma" o anche utilizzando figure del folklore giapponese come "tengu".
In quanto termine buddista, akuma è sinonimo della trascrizione fonetica cinese del sanscrito Māra.
Un akuma è tipicamente raffigurato come un'entità con la testa infuocata e gli occhi fiammeggianti, e che porta una spada. Si dice che sia un presagio di sventura per coloro che lo vedono.
Ci sono state attestazioni di persone che tradizionalmente associano la malattia mentale alla presenza di akuma.